# Cristoforo Ricci
Cristoforo Ricci (Circello, 30 giugno 1921 – Telese Terme, 4 gennaio 1983) è stato un funzionario e politico italiano.

## Biografia
Residente a Benevento, è stato Senatore della Repubblica della Democrazia Cristiana dalla V alla VIII legislatura della Repubblica Italiana; fu Funzionario dell'Inps .
Viene sostenuto dal collegio di Cerreto-San Bartolomeo in Galdo, e nel 1968 prende il posto del predecessore Antonio Lepore come Segretario Provinciale del Partito Democristiano. 
Muore a causa di un incidente automobilistico sulla strada Telese-Caianello nel gennaio del 1983. Si stava recando in Senato.
Senatore della Repubblica dal 1968 al 1983.